# الکتروانسفالوگرافی - تصویربرداری رزونانس مغناطیسی کارکردی
EEG-fMRI (الکتروانسفالوگرافی همزمان با تصویربرداری کارکردی رزونانس مفناطیسی) یک روش تصویربرداری عصبی چند منظوره است که داده‌های EEG-fMRI آی به‌طور همزمان ثبت می‌شوند. در این روش به مطالعه فعالیت الکتریکی مغز که با تغییرات همودینامیک در مغز همراه است می‌پردازند. این ثبت در حالت عملکرد عادی یا در هنگام اختلالات مغزی قابلیت اعمال را دارد.

## محتوا
1. اساس
2. روش کار
3. کاربردها
4. منابع
5. مطالب بیشتر

## پایه و اساس
EEG گرفته شده از روی پوست سر فعالیت الکتریکی و پتانسیل‌های پس سیناپسی خاص در غشاء مغز را نشان می‌دهد در حالی که fMR توانایی پیدا کردن تغییرات همودینامیک مغز از طریق اندازه‌گیری اثر بلد (تصویر برداری از طریق وابستگی خون و اکسیژن) را دارد. پس EEG-fMRI امکان اندازه‌گیری فعالیت عصبی و همودینامیکی را که شامل دو جزء مهم از مکانیزم اتصال عصبی می‌شود را فراهم می‌کند.

## روش
استفاده همزمان از EEG-fMRI با کیفیت کافی یک سری راه حل‌ها را برای رفع مشکلات مربوط به خطرات ناشی از پتاانسیل که ممکن است سلامت فرد را به خطر اندازد (به دلیل جریان‌های القا شده به وسیله فرایند موجود در تصویربرداری ام آر در مدارهایی که توسط فرد مورد آزمایش و سیستم ثبت ای ای جی ایجاد شده) و هم چنین کیفیت داده EEG-fMRI را می‌طلبد.
دو درجه در دریافت و جمع‌بندی داده‌ها وجود دارد: محدودیت‌های مربوط به بازتاب صحیح که با تداخلات موجود بین تجهیزات EEG و MR در ارتباط است.
این‌ها: ثبت‌های متغیر هستند که در هر مدالیتی گرفته شده در نوبه خود (به صورت متناوب) وقفه ایجاد می‌کند تا اینکه اجازه دهد داده با کیفیت مناسب توسط یک مدالیته دیگر ثبت شود. داده گرفتن‌های متوالی، به طوری که هر دو مدالیته‌ها قادر هستند که داده را با کیفیت مناسب به صورت پیوسته ثبت کنند. مدالیتی دوم با استفاده از پردازش در زمان یا پس پردازش در نرم‌افزار کاهش آرتیفکت EEG به دست می‌آید.
ابتدا EEG در محیط MR در سال ۱۹۹۳ ثبت شد. چندین گروه ابزار مستقل را برای حل مشکلات ناشی از اختلال متقابل از سیگنال‌های EEG و fMRI پیدا کرده‌اند. اولین تجربهٔ EEG-fMRI در سال 1999 با استفاده از دستاورد فیلترینگ عددی اعمال شد، که عمدتاً روش بر پایهٔ نرم‌افزار در مدت کوتاهی بعد آن جایگزین شد. یک مورد دیگر که به مجموعه EEG-fMRI اضافه شد ثبت ویدیوئی همزمان بدون تأثیر بر کیفیت داده EEG-fMRI بود.
برای بیشتر موارد مجموعه داده‌های ترکیب شده EEG-fMRI اکنون به عنوان یک مسئلهٔ حل شده‌است و دستگاه‌های تجاری از کارخانه‌های بزرگ دنیا در دسترس هستند، اما هنوزمشکلاتی اندکی باقی مانده‌است. در EEG یک سری آرتیفکت‌های جزئی باقی مانده‌است که در هر ضربان قلب اتفاق می‌افتد. ردیاب‌های که در EEG این آرتیفکت را ثبت می‌کند اغلب به BCG (بالستوکاردیوگرام) مربوط می‌شوند، به دلیل منشأ احتمالی آن‌ها در حرکت لیدهای EEG که با هر ضربان قلب در فیلد مغناطیسی اتفاق می‌افتد. در عمل دلیل این آرتیفکت کامل اثبات نشده‌است و ممکن است که در نتیجه عوامل مؤثر مثل فیلدهای الکتریکی القا شده با حرکت خون باشد.

## کاربردها
دراصل این تکنیک از ترکیب توانایی قوی EEG در تعیین مشخصه‌های حالت‌های خاص مغز با رزولوشن زمانی بالا و برای نشان دادن الگوهای آسیب‌شناسی با توانایی fMRI برای تصویر کردن دینامیک خون در طول کل مغز با رزولوشن مکانی بالاست. تا بحال fMRI عمدتاً بعنوان یک تکنیک که در آن EEG هماهنگ بدست آمده برای فعالیت مغز (حالت مغز) در طول بازه زمانی مطابق با آمار روی تغییرات مرتبط با همودینامیک استفاده می‌شود.
انگیزه اولیه برای EEG-fMRI در شاخه مطالعه روی بیماری صرع و به‌طور اختصاصی در مطالعه روی تخلیه‌های تشنجی متقابل(IED) و منشأهای آن و در خود تشنج بود. IED در بیماران مبتلا به صرع پدیده‌هایی غیرقابل پیش‌بینی و زیرکلینیکی محسوب می‌شوند و تنها هنگام استفاده از EEG (یا MEG) قابل رویت می‌باشند؛ بنابراین استفاده از EEG در طول fMRI به اجازه مطالعه در مورد همبستگی همودینامیکی را می‌دهد. این روش تغییرات همودینامیکی مرتبط با IED و تشنج را نشان می‌دهد و بعنوان یک ابزار علمی قدرتمند ثابت و شناخته شده‌است. ثبت ویدیو ی همزمان و هماهنگ فعالیت کلینیکی تشنج را در طول فعالیت الکتروفیزیولوژیکی در EEG مشخص می‌کند؛ که به تحقیق و بررسی تغییرات همودینامیکی هماهنگ در طول تشنج در مغز کمک می‌کند.
ارزش کلینیکی این یافته‌ها موضوع تحقیقاتی است که در حال انجام است؛ اما تحقیقات اخیر یک واقعیت قابل قبول را برای مطالعات EEG-fMRI و حساسیت بهتر در اسکنرهای با فیلد قوی پیشنهاد می‌کند.در خارج از زمینه صرع،EEG-fMRI برای مطالعه پاسخ‌های ناشی از مغز به دلیل وجود تحریکات خارجی و دید مهم و جدیدی را در فعالیت پایه ای مغز در طول استراحت و خواب فراهم کرده‌است.

## مطالب بیشتر
://www.sciencedirect.com/science/article/pii/S0149763406000534?via=ihub
https://insights.ovid.com/crossref?an=00019052-200708000-00008